# 컬럼비아 픽처스의 영화 목록 (1990-1999년)
다음은 1990년부터 1999년까지 컬럼비아 픽처스에서 제작, 배급한 영화를 기록한 것이다.
| 개봉 날짜  | 제목                                           | 비고 |
| ---------- | ---------------------------------------------- | --- |
| 1990.2.9   | 집시의 시간                                    | 북미 배급, 공동 제작 AAA Classic, Lowndes Productions Limited, P.L.B. Film and Smart Egg Pictures                        |
| 1990.2.16  | 리벤지                                         | 북미 배급, 공동 제작 Rastar and New World Pictures                                                                       |
| 1990.3.16  | 금지된 춤                                      | 배급 담당, 제작 21st Century Film Corporation and Sawmill Entertainment Corporation                                      |
| 1990.3.16  | 파리 대왕                                      | 배급 담당, 제작 Nelson Entertainment, 캐슬 록 엔터테인먼트, Jack's Camp and Signal Hill Entertainment                    |
| 1990.4.13  | 부시맨 2                                       | 북미 배급, 공동 제작 20세기 폭스 and Weintraub Entertainment Group                                                       |
| 1990.8.10  | 유혹의 선                                      | 배급 담당, 공동 제작 Stonebridge Entertainment                                                                           |
| 1990.9.12  | 헐리웃 스토리                                  | |
| 1990.9.28  | 마지막 쇼                                      | 제작 Nelson Entertainment and Cine-Source                                                                                |
| 1990.10.5  | 다섯번째 원숭이                                | 공동 제작 21st Century Film Corporation                                                                                  |
| 1990.10.12 | 더 스피릿 오브'76                              | 배급 담당, 제작 캐슬 록 엔터테인먼트, Black Diamond Productions and Commercial Pictures                                  |
| 1990.10.19 | 살아있는 시체들의 밤                           | 배급 담당, 제작 21st Century Film Corporation                                                                            |
| 1990.10.26 | 두 남자와 한 여자                              | 배급 담당, 제작 캐슬 록 엔터테인먼트 and Nelson Entertainment                                                            |
| 1990.11.30 | 미저리                                         | 배급 담당, 제작 캐슬 록 엔터테인먼트 and Nelson Entertainment                                                            |
| 1990.12.20 | 사랑의 기적                                    | |
| 1991.1.18  | 최후의 승자                                    | |
| 1991.4.19  | 위험한 상상                                    | |
| 1991.5.17  | 스톤 콜드                                      | 배급 담당, 제작 Vision International                                                                                     |
| 1991.6.7   | 굿바이 뉴욕 굿모닝 내 사랑                     | 배급 담당, 제작 캐슬 록 엔터테인먼트 and Nelson Entertainment                                                            |
| 1991.7.12  | 보이즈 앤 후드                                 | |
| 1991.8.2   | 블루 라군 2                                    | |
| 1991.8.9   | 더블 반담                                      | 배급 담당, 제작 Vision International                                                                                     |
| 1991.9.6   | 쟈킬의 환생                                    | |
| 1991.9.20  | 마지막 만찬                                    | 배급 담당, 제작 캐슬 록 엔터테인먼트 and 뉴 라인 시네마                                                                  |
| 1991.10.11 | 테이킹 베버리힐즈                              | 배급 담당, 제작 Nelson Entertainment                                                                                     |
| 1991.11.27 | 마이 걸                                        | |
| 1991.12.25 | 사랑과 추억                                    | |
| 1991.12.25 | 이너 써클                                      | |
| 1992.1.31  | 사랑의 약속                                    | 배급 담당, 제작 Vision International                                                                                     |
| 1992.2.21  | 하늘에서 온 엽서                               | |
| 1992.2.21  | 그레이스                                       | |
| 1992.2.28  | 써스피션                                       | |
| 1992.3.6   | 글라디에이터                                   | |
| 1992.4.10  | 슬립워커스                                     | |
| 1992.4.24  | 이어 오브 더 코멧                              | 배급 담당, 제작 캐슬 록 엔터테인먼트 and 뉴 라인 시네마                                                                  |
| 1992.7.1   | 그들만의 리그                                  | |
| 1992.7.24  | 머니 머니                                      | |
| 1992.8.14  | 위험한 독신녀                                  | |
| 1992.8.28  | 허니문 인 베가스                               | 배급 담당, 제작 캐슬 록 엔터테인먼트 and 뉴 라인 시네마                                                                  |
| 1992.9.23  | 토요일 밤의 남자                               | 배급 담당, 제작 캐슬 록 엔터테인먼트 and 뉴 라인 시네마                                                                  |
| 1992.10.2  | 리틀 빅 히어로                                 | |
| 1992.10.9  | 흐르는 강물처럼                                | |
| 1992.11.13 | 드라큘라                                       | 공동 제작 American Zoetrope                                                                                              |
| 1992.12.11 | 어 퓨 굿 맨                                    | 공동 제작 캐슬 록 엔터테인먼트                                                                                           |
| 1993.1.15  | 탈주자                                         | |
| 1993.1.22  | 헥시나                                         | |
| 1993.2.12  | 사랑의 블랙홀                                  | |
| 1993.2.26  | 엘 마리아치                                    | 배급 담당, 제작 Los Hooligans Productions                                                                                |
| 1993.3.5   | 흑백 소동                                      | 배급 담당, 제작 캐슬 록 엔터테인먼트 and 뉴 라인 시네마                                                                  |
| 1993.4.30  | 픽클                                           | |
| 1993.5.14  | 용커스가의 사람들                              | 공동 제작 Rasta] |
| 1993.6.18  | 마지막 액션 히어로                             | 공동 제작 Oak Productions                                                                                                |
| 1993.7.9   | 사선에서                                       | 공동 제작 캐슬 록 엔터테인먼트                                                                                           |
| 1993.7.23  | 포이틱 저스티스                                | 공동 제작 New Deal Productions                                                                                           |
| 1993.7.28  | 못말리는 로빈 훗                               | 인터내셔널 배급, 공동 제작 Gaumont British and Brooksfilms                                                               |
| 1993.8.27  | 욕망을 파는 집                                 | 배급 담당, 제작 캐슬 록 엔터테인먼트 and 뉴 라인 시네마                                                                  |
| 1993.9.3   | 캘린더 걸                                      | 공동 제작 Parkway Productions                                                                                            |
| 1993.9.17  | 스트라이킹 디스턴스                            | |
| 1993.10.1  | 순수의 시대                                    | 공동 제작 Cappa Production                                                                                               |
| 1993.10.1  | 맬리스                                         | 배급 담당, 제작 캐슬 록 엔터테인먼트 and 뉴 라인 시네마                                                                  |
| 1993.11.12 | 마이 라이프                                    | 공동 제작 Capella Films and Zucker Brothers Productions                                                                  |
| 1993.11.19 | 남아있는 나날                                  | |
| 1993.11.24 | 우리 둘이 집 밖에                              | 배급 담당, 제작 캐슬 록 엔터테인먼트 and 뉴 라인 시네마                                                                  |
| 1993.12.10 | 제로니모                                       | |
| 1994.2.4   | 너를 위하여                                    | 공동 제작 Gracie Films                                                                                                   |
| 1994.2.11  | 마이 걸 2                                      | |
| 1994.6.10  | 굿바이 뉴욕: 황금을 찾아라                     | 배급 담당, 제작 캐슬 록 엔터테인먼트                                                                                     |
| 1994.6.17  | 울프                                           | 공동 제작 Douglas Wick                                                                                                   |
| 1994.6.29  | 미네소타 트윈스                                | 배급 담당, 제작 캐슬 록 엔터테인먼트                                                                                     |
| 1994.7.22  | 노스                                           | 공동 제작 캐슬 록 엔터테인먼트 and 뉴 라인 시네마                                                                        |
| 1994.8.12  | 가라데 키드                                    | |
| 1994.8.19  | 블랭크맨                                       | 공동 제작 Greentrees Films and Wife 'n' Kids                                                                             |
| 1994.9.23  | 쇼생크 탈출                                    | 배급 담당, 제작 캐슬 록 엔터테인먼트                                                                                     |
| 1994.10.14 | 이대로가 좋다                                  | |
| 1994.10.28 | 로드 투 웰빌                                   | 공동 제작 Beacon Pictures                                                                                                |
| 1994.11.18 | 레옹                                           | 공동 제작 고몽 |
| 1994.12.21 | 작은 아씨들                                    | |
| 1994.12.23 | 스트리트 파이터                                | 인터내셔널 배급, 공동 제작 캡콤                                                                                          |
| 1995.1.6   | 불멸의 연인                                    | 공동 제작 Icon Productions                                                                                               |
| 1995.1.11  | 하이어런닝                                     | |
| 1995.1.27  | 비포 선라이즈                                  | 배급 담당, 제작 캐슬 록 엔터테인먼트                                                                                     |
| 1995.3.19  | 기쁠 때나 슬플 때나                            | 배급 담당, 제작 캐슬 록 엔터테인먼트                                                                                     |
| 1995.3.24  | 돌로레스 클레이븐                              | 배급 담당, 제작 캐슬 록 엔터테인먼트                                                                                     |
| 1995.4.7   | 나쁜 녀석들                                    | 공동 제작 Don Simpson/제리 브룩하이머 필름스                                                                             |
| 1995.5.19  | 파리가 당신을 부를 때                          | 배급 담당, 제작 캐슬 록 엔터테인먼트                                                                                     |
| 1995.7.7   | 카멜롯의 전설                                  | |
| 1995.7.14  | 리틀 인디언                                    | 인터내셔널 배급, 공동 제작 파라마운트 픽쳐스, The Kennedy/Marshall Company, 스콜라스틱 and Reliable Pictures Corporation |
| 1995.7.28  | 네트                                           | 공동 제작 Winlker Films                                                                                                  |
| 1995.8.18  | 베이비시터 클럽                                | 공동 제작 Beacon Pictures and Scholastic Entertainment                                                                   |
| 1995.8.25  | 비욘드 랭군                                    | 배급 담당, 제작 캐슬 록 엔터테인먼트                                                                                     |
| 1995.8.25  | 데스페라도                                     | 공동 제작 Los Hooligans Productions                                                                                      |
| 1995.9.22  | 대니                                           | 배급 담당, 제작 캐슬 록 엔터테인먼트 and 129 Productions                                                                 |
| 1995.10.6  | 2 다이 4                                       | 공동 제작 The Rank Organisation                                                                                          |
| 1995.11.17 | 대통령의 연인                                  | 북미 배급, 제작 유니버설 픽처스, 캐슬 록 엔터테인먼트, Wildwood Enterprises and Digital Image Associates                 |
| 1995.11.22 | 머니 트레인                                    | 공동 제작 Peters Entertainment                                                                                           |
| 1995.12.15 | 오델로                                         | 배급 담당, 제작 캐슬 록 엔터테인먼트, Dakota Films and Imminent Film Productions                                         |
| 1995.12.22 | 못말리는 드라큐라                              | 배급 담당, 제작 캐슬 록 엔터테인먼트 and Brooksfilms                                                                     |
| 1996.1.26  | 센스 & 센서빌리티                              | 공동 제작 Mirage Enterprises                                                                                             |
| 1996.2.2   | 주어러                                         | |
| 1996.2.16  | 시티 홀                                        | 배급 담당, 제작 캐슬 록 엔터테인먼트                                                                                     |
| 1996.2.21  | 바틀 로켓                                      | |
| 1996.4.5   | 마지막 만찬                                    | |
| 1996.5.3   | 크래프트                                       | 공동 제작 Douglas Wick                                                                                                   |
| 1996.6.14  | 케이블 가이                                    | 공동 제작 Licht Mueller Film Corp                                                                                        |
| 1996.6.28  | 스트립티즈                                     | 배급 담당, 제작 캐슬 록 엔터테인먼트                                                                                     |
| 1996.7.17  | 멀티플리시티                                   | |
| 1996.8.14  | 알래스카                                       | 배급 담당, 제작 캐슬 록 엔터테인먼트                                                                                     |
| 1996.8.23  | 스핏파이어 그릴                                | 배급 담당, 제작 캐슬 록 엔터테인먼트                                                                                     |
| 1996.9.13  | 아름다운 비행                                  | |
| 1996.9.13  | 맥시멈 리스크                                  | |
| 1996.9.27  | 선택                                           | 배급 담당, 제작 캐슬 록 엔터테인먼트                                                                                     |
| 1996.10.16 | 버스를 타라                                    | |
| 1996.12.20 | 미시시피의 유령                                | 배급 담당, 제작 캐슬 록 엔터테인먼트                                                                                     |
| 1996.12.25 | 어느 어머니 아들                               | 배급 담당, 제작 캐슬 록 엔터테인먼트                                                                                     |
| 1996.12.25 | 래리 플린트                                    | 공동 제작 Phoenix Pictures                                                                                               |
| 1996.12.25 | 햄릿                                           | 배급 담당, 제작 캐슬 록 엔터테인먼트                                                                                     |
| 1997.2.14  | 사랑은 다 괜찮아                               | |
| 1997.2.14  | 앱솔루트 파워                                  | 배급 담당, 제작 캐슬 록 엔터테인먼트 and Malpaso Productions                                                             |
| 1997.2.26  | 더블 데이트 대소동                             | |
| 1997.3.26  | 데블스 오운                                    | 공동 제작 Laurence Gordon Productions                                                                                    |
| 1997.4.4   | 더블 팀                                        | 배급 담당, 제작 Mandalay Entertainment                                                                                   |
| 1997.4.11  | 아나콘다                                       | |
| 1997.5.9   | 제5원소                                        | 공동 제작 고몽 |
| 1997.6.6   | 내 친구 버디                                   | 배급 담당, 제작 Jim Henson Pictures and American Zoetrope                                                                |
| 1997.7.2   | 맨 인 블랙                                     | 공동 제작 앰블린 엔터테인먼트 and MacDonald/Parkes Productions                                                           |
| 1997.7.25  | 에어 포스 원                                   | 북미 배급, 공동 제작 Beacon Pictures                                                                                     |
| 1997.8.22  | 마스터마인드                                   | |
| 1997.8.29  | 트렁크 속의 연인들                             | |
| 1997.10.17 | 나는 네가 지난 여름에 한 일을 알고 있다        | 배급 담당, 제작 Mandalay Entertainment                                                                                   |
| 1997.10.24 | 가타카                                         | 공동 제작 Jersey Films                                                                                                   |
| 1997.10.31 | 더 윈드 인 더 윌로우스                         | 인터내셔널 배급, 공동 제작 파테                                                                                          |
| 1998.1.23  | 스파이스 월드                                  | 공동 제작 PolyGram Filmed Entertainment                                                                                  |
| 1998.1.30  | 제로 이펙트                                    | 배급 담당, 제작 캐슬 록 엔터테인먼트                                                                                     |
| 1998.2.6   | 리플레이스먼트 킬러                            | |
| 1998.2.20  | 팔메토                                         | 배급 담당, 제작 캐슬 록 엔터테인먼트                                                                                     |
| 1998.3.20  | 와일드 씽                                      | 배급 담당, 제작 Mandalay Entertainment                                                                                   |
| 1998.3.27  | 라이드                                         | |
| 1998.4.10  | 마이 자이안트                                  | 배급 담당, 제작 캐슬 록 엔터테인먼트                                                                                     |
| 1998.4.17  | 타짜의 와인                                    | 배급 담당, 제작 캐슬 록 엔터테인먼트                                                                                     |
| 1998.5.1   | 레 미제라블                                    | 배급 담당, 제작 캐슬 록 엔터테인먼트                                                                                     |
| 1998.6.12  | 더 이상 참을 수 없어                           | |
| 1998.8.21  | 댄스 위드 미                                   | 배급 담당, 제작 Mandalay Entertainment                                                                                   |
| 1998.9.23  | 샤드라크                                       | |
| 1998.10.30 | 슬레이어                                       | 공동 제작 Largo Entertainment                                                                                            |
| 1998.11.13 | 나는 아직도 네가 지난 여름에 한 일을 알고 있다 | 공동 제작 Mandalay Entertainment                                                                                         |
| 1998.12.25 | 스텝맘                                         | 공동 제작 1492 Pictures                                                                                                  |
| 1999.1.22  | 스틸 크레이지                                  | |
| 1999.1.22  | 글로리아                                       | 배급 담당, 제작 Mandalay Entertainment                                                                                   |
| 1999.2.26  | 8미리                                          | |
| 1999.3.5   | 사랑보다 아름다운 유혹                         | 공동 제작 서밋 엔터테인먼트, Newmarket Films and Original Film                                                           |
| 1999.3.12  | 사랑이 지나간 자리                             | 배급 담당, 제작 Mandalay Entertainment                                                                                   |
| 1999.4.9   | 고                                             | 배급 담당 |
| 1999.4.30  | 크레이지 핸드                                  | 공동 제작 Licht Mueller Film Corp and Team Todd Films                                                                    |
| 1999.5.28  | 13층                                           | 공동 제작 Centropolis Entertainment                                                                                      |
| 1999.6.25  | 빅 대디                                        | |
| 1999.7.14  | 별나라에서 온 머펫                             | 배급 담당, 제작 Jim Henson Pictures                                                                                      |
| 1999.8.4   | 딕                                             | 배급 담당, 제작 Phoenix Pictures                                                                                         |
| 1999.9.17  | 경찰서를 털어라                                | 공동 제작 Runtledat Entertainment                                                                                        |
| 1999.9.24  | 제이콥의 거짓말                                | 공동 제작 Blue Wolf Productions                                                                                          |
| 1999.10.1  | 엘모의 대모험                                  | 배급 담당, 제작 Jim Henson Pictures and Sesame Workshop                                                                  |
| 1999.10.8  | 랜덤 하트                                      | 공동 제작 레이크쇼어 엔터테인먼트, Rastar and Mirage Enterprises                                                         |
| 1999.10.22 | 크레이지 인 알라바마                           | |
| 1999.11.5  | 본 콜렉터                                      | 인터내셔널 배급, 공동 제작 유니버설 픽처스 and Bregman Productions                                                       |
| 1999.11.12 | 잔 다르크                                      | 공동 제작 고몽 |
| 1999.12.3  | 사랑의 슬픔 : 애수                             | |
| 1999.12.3  | 사이버 체인지                                  | |
| 1999.12.17 | 바이센테니얼 맨                                | 인터내셔널 배급, 공동 제작 터치스톤 픽처스, 1492 픽처스 and Radiant Productions                                          |
| 1999.12.17 | 스튜어트 리틀                                  | |
| 1999.12.21 | 처음 만나는 자유                               | 공동 제작 Douglas Wick                                                                                                   |

## 같이 보기
- 컬럼비아 픽처스
- 트라이스타 픽처스의 영화 목록
- 스크린 젬스의 영화 목록
- 소니 픽처스 클래식스
- 분류:제작사별 영화 목록